# Коломяжский проспект

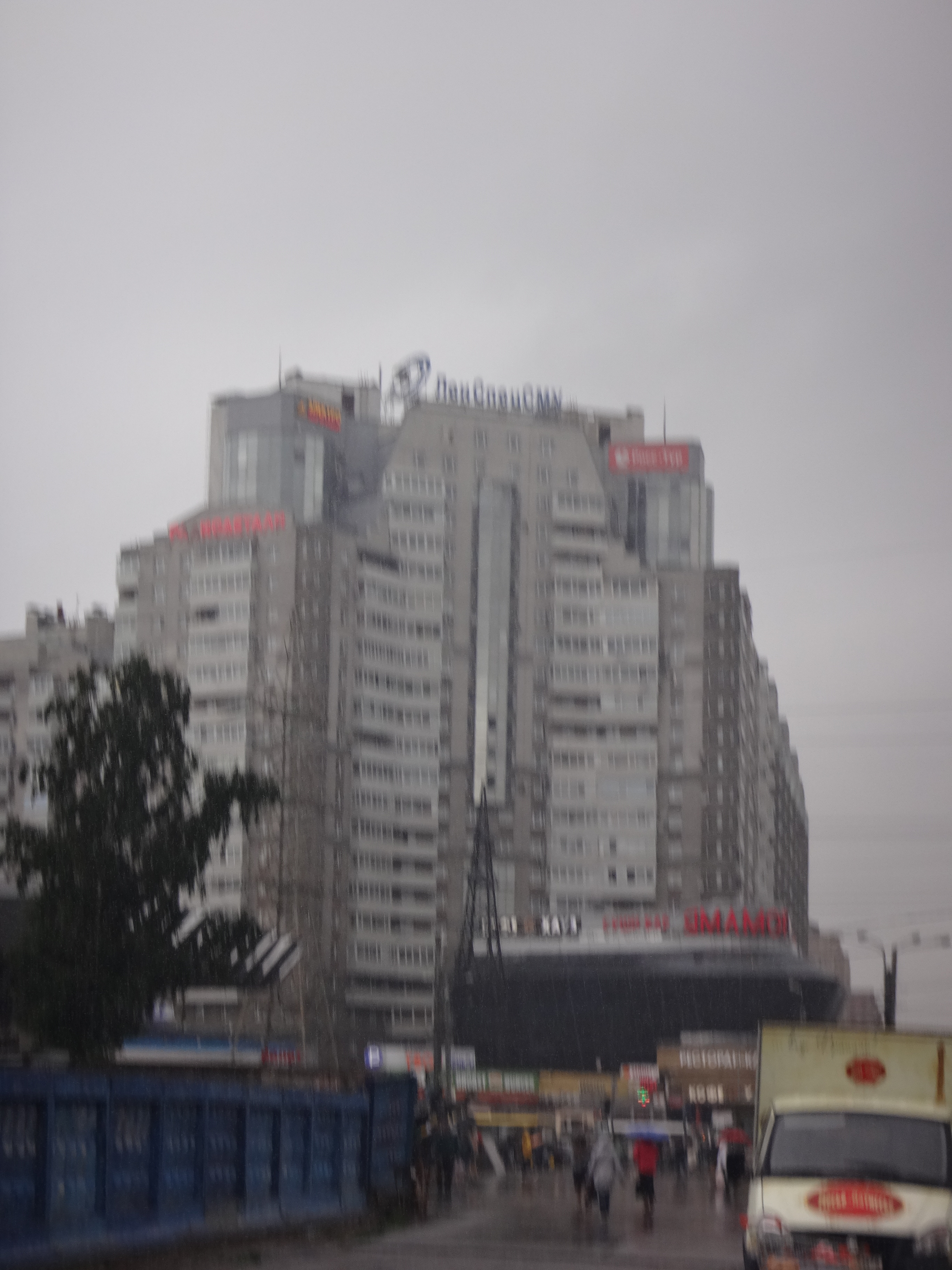
Высотное здание на углу проспектов Испытателей и Коломяжского

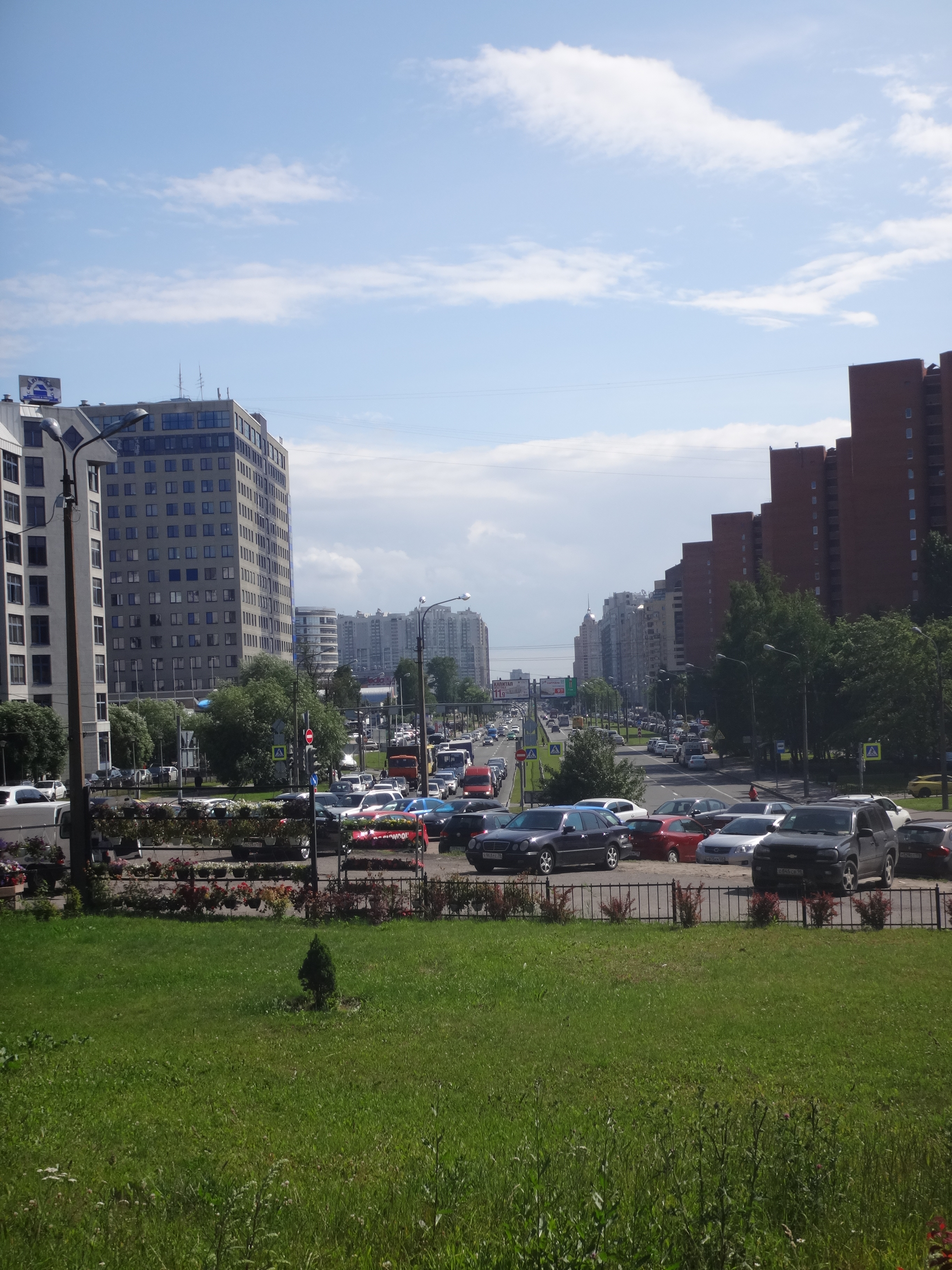
Вид с Земледельческого переулка на Коломяжский проспект в южном направлении

Коломя́жский проспект — магистраль в Приморском районе Санкт-Петербурга. Проходит от набережной Чёрной речки до Парашютной улицы. Начальный участок представляет собой Коломяжский путепровод (от набережной Чёрной речки до улицы Генерала Хрулёва).
До 2 ноября 1973 года назывался Коломяжское шоссе. Название происходит от деревни Коломяги. Строительство шоссе было завершено в 1856 году. По нему совершались регулярные рейсы дилижансов от Гостиного двора.

## Список улиц, пересекающих проспект
- набережная Чёрной речки
- улица Матроса Железняка
- улица Генерала Хрулёва
- Аэродромная улица
- Богатырский проспект
- проспект Испытателей
- улица Марка Галлая
- аллея Поликарпова
- проспект Королёва
- аллея Котельникова
- Парашютная улица
- Шарова улица
- 2-я Никитинская улица
- Земледельческий переулок

## Достопримечательности
- Место последней дуэли Пушкина

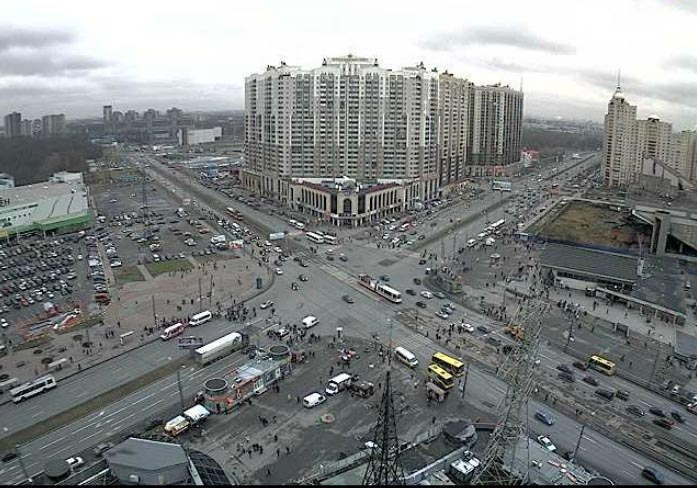
Вид на перекрёсток проспекта Испытателей и Коломяжского проспекта (справа вверху)

- Здание б. Коломяжского ипподрома (дом 13). Снесено в 2021 году[1].

## Транспортные объекты
- На углу с проспектом Испытателей находится станция метро «Пионерская».
- В начале улицы, недалеко от Чёрной речки находится станция Новая Деревня линии Санкт-Петербург — Сестрорецк — Белоостров Октябрьской железной дороги.

## Путепровод
В начале проспекта до августа 2012 года находился железнодорожный переезд, который заменён на путепровод с пересечением железнодорожных путей в двух уровнях.